# محمية سانت كاترين

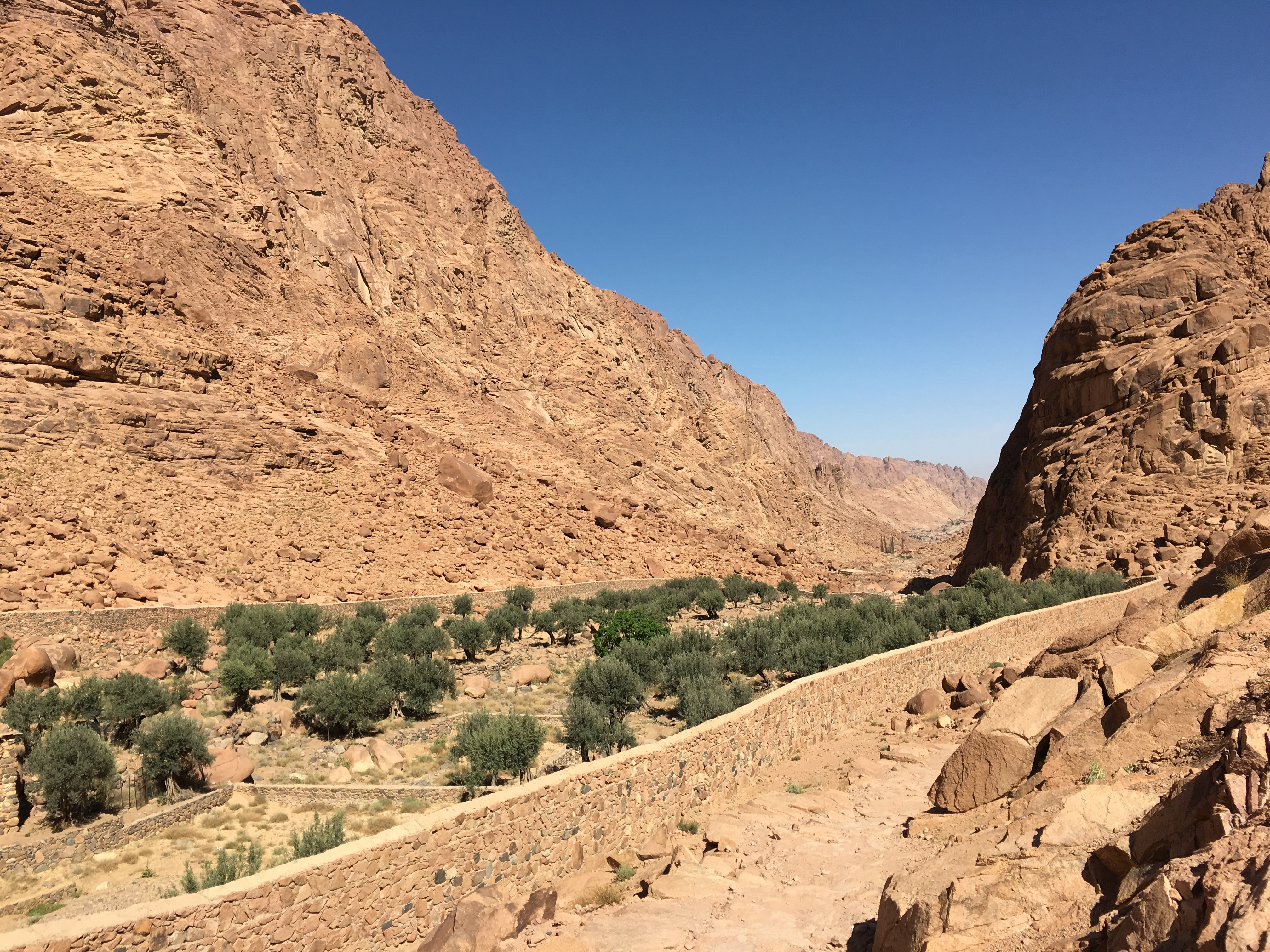
وادي الاربعين في محمية سانت كاترين

محمية سانت كاترين محمية طبيعية وثقافية تقع علي هضبة مرتفعة في جنوب سيناء، تحيط بها جبال شاهقة وتبلغ مساحتها حوالي 4250 كم2. وأعلنت محمية عام 1988 وتم تفعيل العمل بالمحمية عام 1996. تتبع محمية سانت كاترين لجهاز شئون البيئة، وزارة الدولة لشئون البيئة، مصر.
تتميز المنطقة باحتوائها على أعلى قمم جبلية في مصر، كما تحتوي على العديد من الأحياء النباتية والحيوانية، فيوجد بها حوالي 30 نوعا من الزواحف النادرة و472 من الفصائل النباتية النادرة منها الطبية ومنها السامة و19 نوع من النباتات المتوطنة التي لا تنمو في أي مكان في الكرة الأرضية سوى جبال المحمية.

## الحياة البرية
أهم أنواع الثدييات الموجودة بمحمية سانت كاترين
- الوبر الصخرى
- الوعل النوبى
- الضبع المخطط
- الثعلب الأحمر (منتشر)
- الثعل الأفغانى
- الغزال الأحمر
- القط البرى
- النمر السيناوى (لم يسجل من فترة طويلة)
- الذئب العربى (نادر)
- برص ميندي

## الجبال

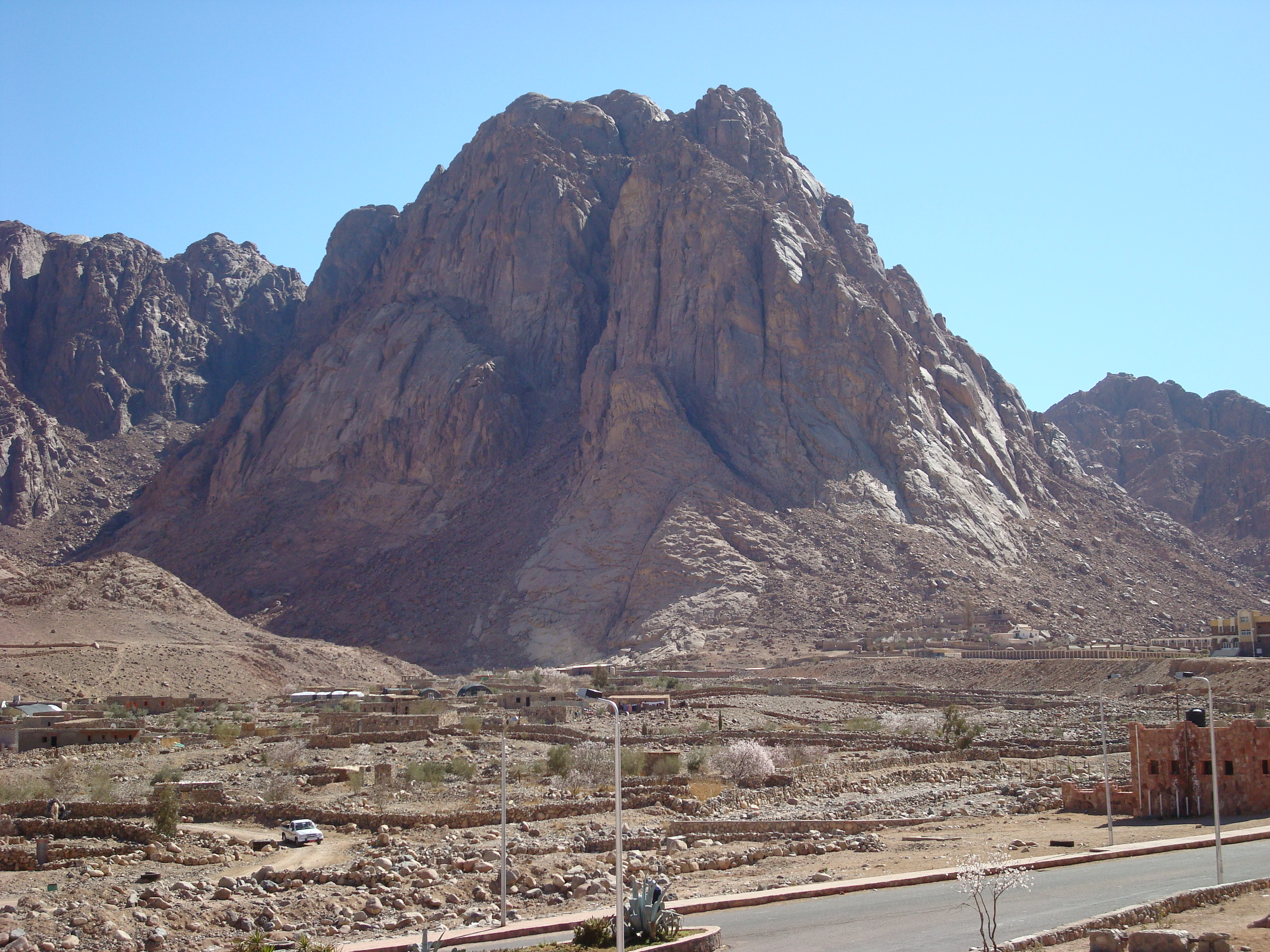
أحد جبال المحمية

- جبل سانت كاترين وهي أعلي قمة في مصر وتبلغ 2642 م فوق سطح البحر.
- جبل موسى وارتفاع قمته 2285 م.
- جبل الصفصافة وارتفاع قمته 2145 م.
- جبل قصر عباس باشا وارتفاع قمته 2341 م.
- جبل الصناع وجبل الأحمر ويتراوح ارتفاع قممهما بين 1969 م و2037 م.

## التراث الأثرى
يوجد بالمحمية عدد كبير من الكنائس والأديرة مثل دير سانت كاترين والآثار من العصر البيزنطي والعصر الفرعوني كما يوجد بالمحمية بعض الآبار ذات الأهمية التاريخية منها:
- بئر موسى
- بئر الزيتونة بعمق 38 م
- بئر هارون بعمق حوالي 40 م ويبعد عن المدينة بحوالي 2 كم.

## الوديان
تتميز المحمية عن باقى مناطق المحميات بارتفاع وديانها عن سطح البحر (1300م- 1550م).
- (زغرة؛ الاخضر ؛ سند ؛ غربة ؛ الفرعة ؛ وادي الأربعين ؛ التلعة ؛ طلاح ؛ الاسباعية ؛ الراحة)